# Zingiber chrysostachys
Zingiber chrysostachys là một loài thực vật có hoa trong họ Gừng. Loài này được Henry Nicholas Ridley miêu tả khoa học đầu tiên năm 1899.

## Mẫu định danh
Mẫu định danh: Ridley H.N. 5199; thu thập tháng 6 năm 1893 ở tọa độ khoảng 4°52′0″B 100°48′0″Đ / 4,86667°B 100,8°Đ, khoảng nửa đường tới đỉnh của Maxwell's Hill, bang Perak, Malaysia. Mẫu lectotype được lưu giữ tại Vườn Thực vật Singapore (SING), mẫu isolectotype được lưu giữ tại Vườn Thực vật Hoàng gia tại Kew (K).

## Phân bố
Loài này có tại miền trung và nam Thái Lan (các tỉnh Kanchanaburi, Phatthalung, Nakhon Ratchasima) và Malaysia (các bang Perak, Kedah).

## Phân loại
Schumann (1904) xếp nó trong tổ Lampugium (= tổ Zingiber).

## Mô tả
Thân thanh mảnh, cao khoảng 60–100 cm, dày 0,3 cm, màu ánh tía. Lá ~10, cách nhau khá xa, hình mác nhọn thon, màu xanh lục sẫm, mỏng, dài 11–13 cm, rộng 3,5-3,8 cm; cuống ngắn; lưỡi bẹ thuôn dài, ~2,2-2,5 cm, dạng màng. Cán hoa cao ~15 cm với cuống cụm hoa cao ~5 cm, khá mập và được các bẹ màu đỏ che phủ. Cành hoa bông thóc dài 9–10 cm, thuôn dài tới hình elipxoit; với các lá bắc hình trứng ngược rộng, cắt cụt, rộng đầu, màu vàng tươi. Hoa đơn độc. Ống tràng ngắn, màu trắng, các thùy hình mác nhọn, dài 2,3-2,5 cm, màu trắng. Cánh môi hình trứng ngược, với đáy thẳng hẹp, 3 thùy, dài như cánh hoa; các thùy bên hình trứng, tù, màu trắng; thùy giữa và đĩa giữa các thùy bên màu trắng lốm đốm màu đỏ thắm/tía, đỉnh chẻ đôi ngắn. Nhị, chỉ nhị thẳng; nhị dài bằng cánh môi. Các ngăn bao phấn hình elip nhưng hơi hẹp hơn mô liên kết. Mỏ cong, nhọn, lốm đốm dày dặc màu hồng.